# Albert Hall
Albert P. Hall (Brighton (Alabama), 10 november 1937) is een Amerikaans acteur.

## Biografie
Hall studeerde in 1971 af aan de Columbia-universiteit School of the Arts in New York. 
Hall begon in 1970 met acteren in de film Cotton Comes to Harlem, waarna hij nog meerdere rollen speelde in films en televisieseries. Hij is vooral bekend van zijn rol als rechter Seymore Walsh in de televisieserie Ally McBeal waar hij in 51 afleveringen speelde (1998-2002).

## Filmografie

### Films
Selectie:
- 2007 National Treasure: Book of Secrets – als dr. Nichols
- 2002 Path to War – als Roy Wilkins
- 2001 Ali – als Elijah Muhammed
- 1996 Courage Under Fire – als spreker
- 1996 The Great White Hype – als manager van Roper
- 1995 Devil in a Blue Dress – als Degan Odell
- 1993 Star – als Larry
- 1992 Malcolm X – als Baines
- 1989 Music Box – als Mack Jones
- 1989 The Fabulous Baker Boys – als Henry
- 1988 Betrayed – als Al Sanders
- 1979 Apocalypse Now – als chief Phillips

### Televisieseries
Uitgezonderd eenmalige gastrollen.
- 2009-2011 Men of a Certain Age – als Bruce – 10 afl.
- 2010 Days of our Lives – als rechter Andrew Emmett – 2 afl.
- 2006 Thief – als Riley – 4 afl.
- 2005 Sleeper Cell – als gevangenis bibliothecaris – 2 afl.
- 2004 The Young and the Restless – als rechter Theodore Billington – 5 afl.
- 2004 24 – als Alan Milliken – 4 afl.
- 1998-2002 Ally McBeal – als rechter Seymore Walsh – 51 afl.
- 1998 Brimstone – als pastoor Horn – 4 afl.
- 1998 The Practice – als rechter Seymore Walsh – 5 afl.
- 1988-1989 Matlock – als hulpofficier van justitie Corbalis - 6 afl.
- 1973 One Life to Live – als Ben Howard - ? afl.

## TheaterwerkBroadway
- 1975 We Interrupt This Program... – toneelstuk – als Sonny Seaver
- 1975 Black Picture Show – toneelstuk – als J.D.
- 1971-1972 Ain't Supposed to Die a Natural Death – musical – als artiest

- Bibliothèque nationale de France: cb14184817f (data)
- Gemeinsame Normdatei: 1162365862
- International Standard Name Identifier: 0000 0000 7252 3346
- Library of Congress Control Number: no92017696
- Nationale Bibliotheek van Tsjechië: xx0151086
- Nationale Bibliotheek van Israël: 987007447411905171
- SNAC: w6tj1s0p
- Système universitaire de documentation: 059400110
- Virtual International Authority File: 100322307
- WorldCat: E39PBJbCTmMF6XjpPXY7rk3qQq